# Diego Ruiz Molina
Diego Ruiz Molina (Àguiles, Múrcia, 9 de març de 1996) és un futbolista espanyol que juga a la demarcació de defensa per al Racing Cartagena Mar Menor Futbol Club de la Segona Federació.

## Trajectòria
Després de començar a formar-se com a futbolista en les files juvenils de l'Àguiles FC, finalment el 2015 va fer el seu debut amb el primer equip en una trobada contra la EDMF Xurra a la tercera divisió espanyola. Va jugar un total de 30 partits durant la primera temporada, després de la qual va marxar de l'equip cedit a l'UD Las Palmas Atlètic, en el qual tan sols va romandre tres mesos i va tornar a l'Àguiles. El 2017 va marxar al CF Lorca Esportiva.
Del 31 de gener del 2018 fins al juny de 2019, va jugar amb el Granada CF "B".
A la temporada 2021-22, va signar pel Yeclano Esportiu de la Tercera Federació, amb el qual aconseguiria l'ascens a la Segona Federació, i el juliol de 2023, va signar pel Racing Cartagena Mar Menor Futbol Club de la Segona Federació.